# Caja Rural (wielerploeg)/2010
Deze pagina geeft een overzicht van de Caja Rural wielerploeg in 2010. Het team kwam uit op het continentale niveau.

## Algemeen
Sponsors: Caja Rural
Algemeen manager: Juan Manuel Hernandez
Ploegleiders: Eugenio Goikoetxea, Inaki Juanikorena

## Renners
| Naam               | Geboortedatum | Nationaliteit | Ploeg 2009                        |
| ------------------ | ------------- | ------------- | --------------------------------- |
| Garkoitz Bravo     | 31-07-1989    | Spanje        | Neo                               |
| David de la Cruz   | 06-05-1989    | Spanje        | Neo                               |
| Higinio Fernández  | 06-10-1988    | Spanje        | Neo                               |
| Fabricio Ferrari   | 03-06-1985    | Uruguay       | Neo                               |
| Egoitz García      | 31-03-1986    | Spanje        | Neo                               |
| Ruben Garcia       | 02-12-1987    | Spanje        | Neo                               |
| José Herrada       | 01-10-1985    | Spanje        | Contentpolis-Ampo                 |
| Michał Kwiatkowski | 02-06-1990    | Polen         | Neo                               |
| Guillermo Lana     | 011-08-1984   | Spanje        | Neo                               |
| Rubén Martínez     | 19-02-1985    | Spanje        | Neo                               |
| Arturo Mora        | 24-03-1987    | Spanje        | Neo                               |
| Aketza Peña        | 04-03-1981    | Spanje        |                                   |
| Ruben Reig         | 29-09-1986    | Spanje        | Contentpolis-Ampo                 |
| Vitor Rodrigues    | 09-03-1986    | Portugal      | Liberty Seguros Continental       |
| Joaquín Sobrino    | 22-06-1982    | Spanje        | Burgos Monumental-Castilla y Leon |
| Oleg Tsjoezjda     | 08-05-1985    | Oekraïne      | Contentpolis-Ampo                 |

## Belangrijke overwinningen
Ronde van León
1e etappe: Arturo Mora
Ronde van Portugal
1e etappe: Oleg Tsjoezjda
5e etappe: José Herrada
Cinturó de l'Empordà
2e etappe: José Herrada
Eindklassement: José Herrada
2010 · 2011 · 2012 · 2013 · 2014 · 2015 · 2016· 2017· 2018· 2019 · 2020· 2021· 2022 · 2023 · 2024 · 2025